# Pilocintractia adrianae
Pilocintractia adrianae är en svampart som beskrevs av Vánky 2006. Pilocintractia adrianae ingår i släktet Pilocintractia och familjen Anthracoideaceae.   Inga underarter finns listade i Catalogue of Life.